# 효시

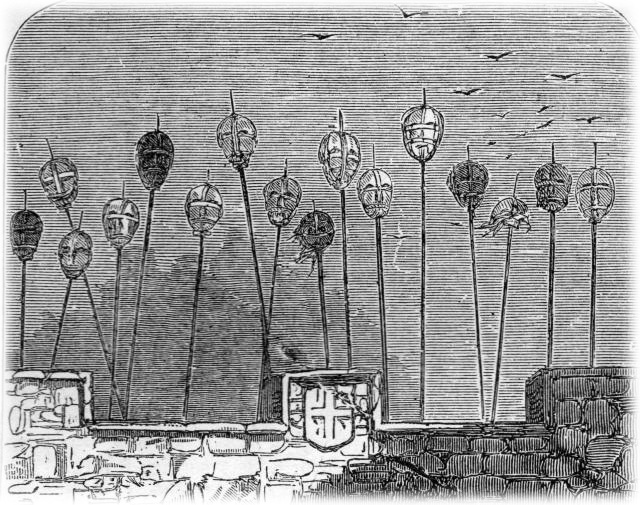
몽골과 서양에서는 보통 장대 끝에 목을 매달아 효시했다.

효시(梟示)란 효시경중(梟示警衆)의 줄임말로 아주 큰 죄를 지은 사람의 목을 베어 매달아 군중 앞에 공시함으로써 대중을 경계시키던 일이다. 효수(梟首)라고도 한다. 한국에서는 시작년도는 알 수 없지만 기록상으로 고려시대에 실시된 것으로 추측된다. 주로 동북아시아에서 참수 후 저자거리나 성문 등에 그 수급을 매달아 놓는 것으로 일반화되어 있으나, 올리버 크롬웰 역시 죽은 후 무덤이 파헤쳐지고 부관참시 된 후 효시된 것으로 미뤄본다면, 서양에서도 효시를 했다고 추측할 수 있다. 효시 자체는 사형이 아닌 명예형이다.

## 나라별 의식

### 일본
일본에서는 고쿠몬(獄門)이라고 한다. 고쿠몬이란 죄인의 목을 베 옥사(獄舎) 앞 문에 걸었기 때문이다. 교슈(梟首) 또는 사라시 구비(晒し首)라고도 말한다. 에도 시대 서민에게 집행했던 사형 형벌 중 하나이다.